# Audio and Modem Riser

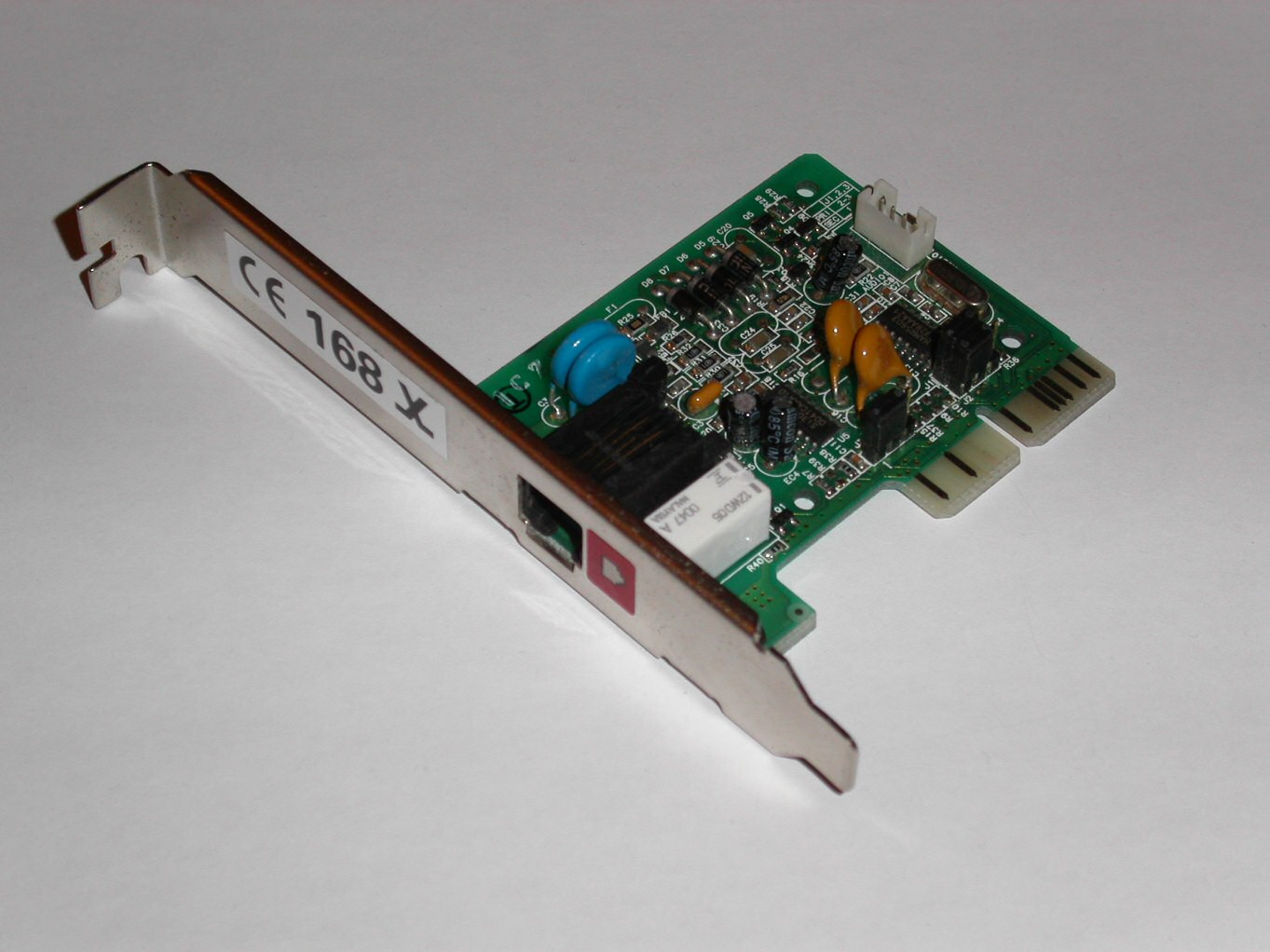
AMRモデムカードの例

Audio and Modem Riser(AMR)は1998年7月にインテル主導で策定されたパソコン用ライザーカードの規格である。

## 概要

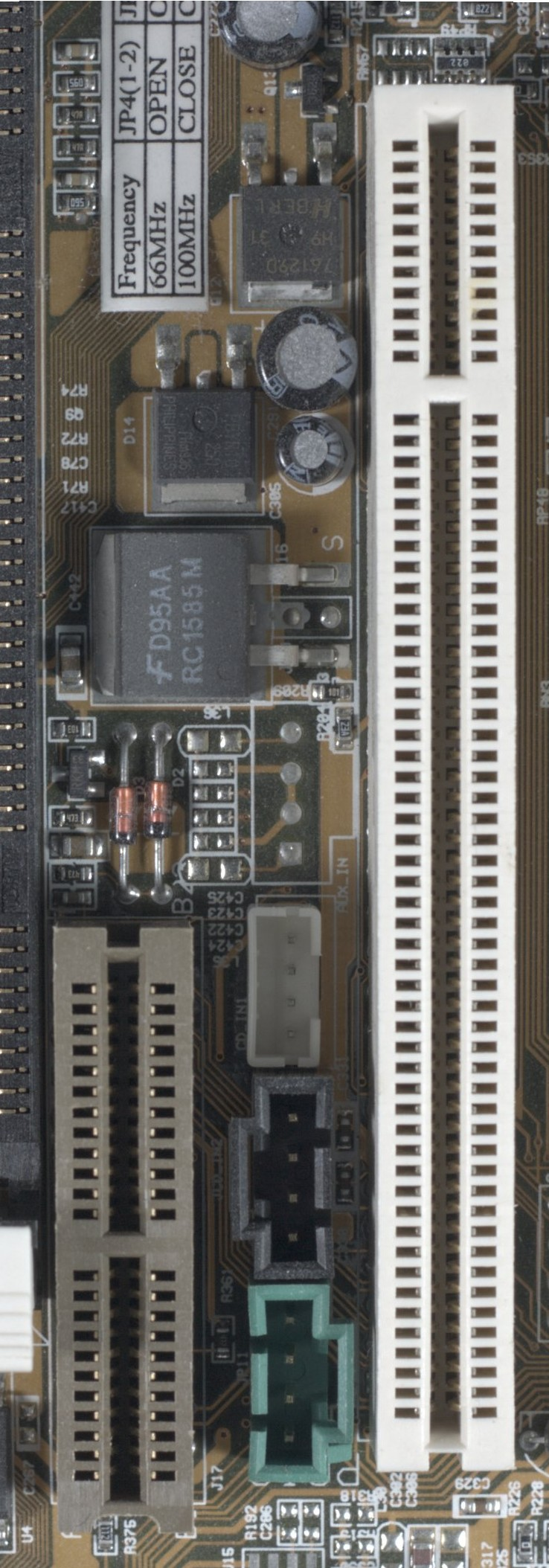
AMRスロット（左側茶色）とPCIスロット（右側白色）

AMRはAC'97準拠のオーディオやアナログモデム機能の物理層を接続するための規格として企図された。
コネクタには46ピンスロットが使用され、信号線としてAC'97規格のAC-Linkの他、S/PDIFやUSB、アナログ信号および電源などが含まれている。
従来、アナログモデムは国ごとに規格が異なるため、国際展開するメーカーのモデルでは国ごとに別途PCIのモデムカードを搭載して出荷することが広く行われていた。これに対しAMRでは物理層の部分を分離できるため、物理層のみの安価なAMRモデムカードを使用することで容易にラインナップを揃えることが可能となり、コストを抑えられる。
またオーディオ機能に関しても、処理を行う回路を多くの部品の混在するマザーボード上から分離することは有益であり、入出力端子で差別化することも容易となる。
このように、AMRはメーカーがPCを出荷するの際に、豊富なオプションを容易かつ安価に準備するための規格である。
そのため、汎用のPCIスロット等と異なりAMR対応ライザーカードが単体で販売されることや、エンドユーザーが自分でAMR対応の拡張カードを購入・装着することは想定されていない。またその際の互換性の保証もされない。言ってみれば、エンドユーザーにとってAMRスロットはマザーボード上の配線パターンのようなものに過ぎない。
ただし、一部のPCショップではAMR対応のモデムカードなどが少数ながら出回った。
メーカーにおいてもオーディオ機能は比較的早くに標準的に搭載されるようになったため、実質的にはモデム専用スロットとして扱われた。またモデム用としても、すでに量産体制が整い十分に低価格となっていたPCIのモデムカードが引き続き使用されることも多く、AMRが狙い通りに普及したとは言い難い。
後継規格としてはインテルが主導するCommunication and Networking Riser (CNR) と、インテルに対抗するAMD・SiS・ALi等が策定したAdvanced Communication Riser (ACR) が提唱され、AMRは両規格への発展的解消という形で消滅した。
両規格の対立は最終的にCNRへの一本化という形で収束している。